# Pselaphaulax dresdensis
Pselaphaulax dresdensis är en skalbaggsart som först beskrevs av Herbst 1792.  Pselaphaulax dresdensis ingår i släktet Pselaphaulax, och familjen kortvingar. Arten är reproducerande i Sverige.